# Portales
Portales és una població dels Estats Units i seu del comtat de Roosevelt a l'estat de Nou Mèxic. Segons el cens del 2000 tenia 11.131 habitants.

## Demografia
Segons el cens del 2000, Portales tenia 11.131 habitants, 4.188 habitatges, i 2.659 famílies. La densitat de població era de 627,4 habitants per km².
Dels 4.188 habitatges en un 33,6% hi vivien nens de menys de 18 anys, en un 45,3% hi vivien parelles casades, en un 14,2% dones solteres, i en un 36,5% no eren unitats familiars. En el 27,8% dels habitatges hi vivien persones soles el 10% de les quals corresponia a persones de 65 anys o més que vivien soles. El nombre mitjà de persones vivint en cada habitatge era de 2,49 i el nombre mitjà de persones que vivien en cada família era de 3,09.
Per edats la població es repartia de la següent manera: un 26,3% tenia menys de 18 anys, un 20,1% entre 18 i 24, un 25,4% entre 25 i 44, un 15,9% de 45 a 60 i un 12,2% 65 anys o més.
L'edat mediana era de 27 anys. Per cada 100 dones de 18 o més anys hi havia 89,8 homes.
La renda mediana per habitatge era de 24.658 $ i la renda mediana per família de 30.462 $. Els homes tenien una renda mediana de 27.080 $ mentre que les dones 20.625 $. La renda per capita de la població era de 12.935 $. Aproximadament el 18,8% de les famílies i el 24,9% de la població estaven per davall del llindar de pobresa.

## Poblacions més properes
El següent diagrama mostra les poblacions més properes.